# 바바라 (1997년 영화)
바바라(Barbara)는 덴마크에서 제작된 닐스 맬로스 감독의 1997년 드라마 영화이다. 안네케 폰 데 리페 등이 주연으로 출연하였다.

## 출연

### 주연
- 안네케 폰 데 리페
- 라스 시몬센

### 조연
- 제스퍼 크리스텐슨
- 지테 크비네스달
- 페테르 헤세 오베르가르드
- 헨닝 옌센
- 버짓 페더스피엘

## 제작진
- Line PD: 산느 글래셀